# Natação no Campeonato Mundial de Esportes Aquáticos de 2017 - 50 m costas feminino
A prova dos 50 metros costas feminino da natação no Campeonato Mundial de Esportes Aquáticos de 2017 ocorreu nos dias 26 de julho e 27 de julho em Budapeste na Hungria.

## Recordes
Antes desta competição, os recordes mundiais e do campeonato nesta prova eram os seguintes:
| Tipo                  | Atleta    | Tempo | Local | Data                |
| --------------------- | --------- | ----- | ----- | ------------------- |
|                       | Zhao Jing | 27.06 | Roma  | 30 de julho de 2009 |
| Recorde do campeonato | Zhao Jing | 27.06 | Roma  | 30 de julho de 2009 |

## Medalhistas
| Ouro                  | Prata            | Bronze                        |
| Etiene Medeiros (BRA) | Fu Yuanhui (CHN) | Aliaksandra Herasimenia (BLR) |

## Resultados

### Eliminatórias
Esses foram os resultados das eliminatórias. Foram realizadas no dia 26 de julho com início às 09:30. 
| Pos. | Bateria | Raia | Nadadora                   | Nacionalidade     | Tempo | Notas            |
| ---- | ------- | ---- | -------------------------- | ----------------- | ----- | ---------------- |
| 1    | 7       | 4    | Fu Yuanhui                 | China             | 27.21 | Q                |
| 2    | 6       | 4    | Aliaksandra Herasimenia    | Bielorrússia      | 27.65 | Q                |
| 2    | 6       | 5    | Etiene Medeiros            | Brasil            | 27.65 | Q                |
| 4    | 7       | 6    | Georgia Davies             | Reino Unido       | 27.73 | Q                |
| 5    | 7       | 5    | Holly Barratt              | Austrália         | 27.75 | Q                |
| 6    | 5       | 4    | Wang Xueer                 | China             | 27.85 | Q                |
| 7    | 5       | 5    | Hannah Stevens             | Estados Unidos    | 27.89 | Q                |
| 8    | 6       | 6    | Emily Seebohm              | Austrália         | 27.91 | Q                |
| 9    | 6       | 3    | Kathleen Baker             | Estados Unidos    | 27.94 | Q                |
| 10   | 5       | 3    | Anastasia Fesikova         | Rússia            | 27.96 | Q                |
| 10   | 5       | 7    | Andrea Berrino             | Argentina         | 27.96 | Q,               |
| 12   | 6       | 1    | Mimosa Jallow              | Finlândia         | 28.05 | Q,               |
| 13   | 7       | 3    | Kylie Masse                | Canadá            | 28.10 | Q                |
| 14   | 4       | 4    | Alicja Tchórz              | Polónia           | 28.13 | Q                |
| 15   | 7       | 2    | Simona Baumrtová           | Chéquia           | 28.15 | Q                |
| 16   | 7       | 7    | Theodora Drakou            | Grécia            | 28.22 | Q                |
| 17   | 6       | 2    | Kira Toussaint             | Países Baixos     | 28.30 |                  |
| 18   | 6       | 9    | Yu Hyoun-ji                | Coreia do Sul     | 28.31 |                  |
| 19   | 5       | 6    | Maaike de Waard            | Países Baixos     | 28.42 |                  |
| 19   | 7       | 1    | Kathleen Dawson            | Reino Unido       | 28.42 |                  |
| 21   | 6       | 7    | Ida Lindborg               | Suécia            | 28.44 |                  |
| 22   | 7       | 0    | Caroline Pilhatsch         | Áustria           | 28.45 |                  |
| 23   | 5       | 2    | Gabrielle Fa'amausili      | Nova Zelândia     | 28.47 |                  |
| 24   | 7       | 8    | Aleksandra Urbańczyk       | Polónia           | 28.49 |                  |
| 25   | 5       | 0    | Park Han-byeol             | Coreia do Sul     | 28.52 |                  |
| 26   | 4       | 6    | Ingibjörg Jónsdóttir       | Islândia          | 28.53 | Recorde nacional |
| 27   | 4       | 3    | Isabella Arcila            | Colômbia          | 28.59 |                  |
| 28   | 4       | 5    | Fernanda González          | México            | 28.67 | Recorde nacional |
| 29   | 5       | 1    | Katarína Listopadová       | Eslováquia        | 28.68 |                  |
| 30   | 5       | 8    | Daria Ustinova             | Rússia            | 28.73 |                  |
| 31   | 6       | 8    | Daryna Zevina              | Ucrânia           | 28.78 |                  |
| 32   | 7       | 9    | Mathilde Cini              | França            | 28.79 |                  |
| 33   | 4       | 2    | Sára Jóo                   | Hungria           | 28.91 |                  |
| 34   | 6       | 0    | Ekaterina Avramova         | Turquia           | 29.11 |                  |
| 35   | 3       | 5    | Naomi Ruele                | Botswana          | 29.21 | Recorde nacional |
| 36   | 3       | 4    | Sigrid Sepp                | Estónia           | 29.24 |                  |
| 37   | 4       | 8    | Toto Wong                  | Hong Kong         | 29.27 |                  |
| 38   | 4       | 9    | Gabriela Georgieva         | Bulgária          | 29.29 |                  |
| 39   | 4       | 0    | Chen Szu-chi               | Taipé Chinesa     | 29.42 |                  |
| 40   | 4       | 7    | Jeserik Pinto              | Venezuela         | 29.50 |                  |
| 41   | 5       | 9    | Yekaterina Rudenko         | Cazaquistão       | 29.51 |                  |
| 42   | 3       | 6    | Lushavel Stickland         | Samoa             | 30.04 |                  |
| 43   | 3       | 3    | Felicity Passon            | Seicheles         | 30.32 |                  |
| 44   | 4       | 1    | Kristina Steina            | Letônia           | 30.36 |                  |
| 45   | 3       | 7    | Celina Marquez             | El Salvador       | 30.38 |                  |
| 46   | 3       | 2    | Kalia Antoniou             | Chipre            | 30.59 |                  |
| 47   | 1       | 5    | Xiomara Getrouw            | Suriname          | 30.74 |                  |
| 48   | 3       | 8    | Hiba Fahsi                 | Marrocos          | 30.75 |                  |
| 49   | 3       | 9    | Carolina Cermelli          | Panamá            | 30.77 |                  |
| 50   | 2       | 8    | Mónica Ramírez             | Andorra           | 30.96 |                  |
| 51   | 3       | 1    | Karen Vilorio              | Honduras          | 31.10 |                  |
| 52   | 2       | 4    | Elodie Marion Razafy       | Madagáscar        | 31.26 |                  |
| 53   | 1       | 4    | María José Ribera          | Bolívia           | 31.53 |                  |
| 54   | 3       | 0    | Jennifer Rizkallah         | Líbano            | 31.65 |                  |
| 55   | 2       | 5    | Rusudan Goginashvili       | Geórgia           | 31.97 |                  |
| 56   | 2       | 7    | Catarina Sousa             | Angola            | 32.24 |                  |
| 57   | 1       | 3    | Britheny Joassaint         | Haiti             | 32.45 |                  |
| 58   | 2       | 9    | Gisela Cossa               | Moçambique        | 34.11 |                  |
| 59   | 2       | 3    | Gabby Gittens              | Antígua e Barbuda | 34.16 |                  |
| 60   | 2       | 1    | Robyn Young                | Essuatíni         | 35.46 |                  |
| 61   | 2       | 6    | Amanda Poppe               | Guam              | 35.64 |                  |
| 62   | 1       | 6    | Tayamika Chang'anamuno     | Malawi            | 37.87 |                  |
| 63   | 2       | 2    | Nazlati Mohamed Andhumdine | Comores           | 48.32 |                  |

### Semifinal
Esses foram os resultados das semifinais. Foram realizadas no dia 26 de julho com início às 17h51. 
Semifinal 1
| Pos. | Raia | Nadadora                | Nacionalidade | Tempo | Notas            |
| ---- | ---- | ----------------------- | ------------- | ----- | ---------------- |
| 1    | 5    | Georgia Davies          | Reino Unido   | 27.49 | Q,               |
| 2    | 6    | Emily Seebohm           | Austrália     | 27.51 | Q                |
| 3    | 4    | Aliaksandra Herasimenia | Bielorrússia  | 27.54 | Q                |
| 4    | 3    | Wang Xueer              | China         | 27.60 | Q                |
| 5    | 2    | Anastasia Zuyeva        | Rússia        | 27.65 |                  |
| 6    | 7    | Mimosa Jallow           | Finlândia     | 27.95 | Recorde nacional |
| 7    | 8    | Theodora Drakou         | Grécia        | 28.13 |                  |
| 7    | 1    | Alicja Tchórz           | Polónia       | 28.13 |                  |

Semifinal 2
| Pos. | Raia | Nadadora         | Nacionalidade  | Tempo | Notas            |
| ---- | ---- | ---------------- | -------------- | ----- | ---------------- |
| 1    | 5    | Etiene Medeiros  | Brasil         | 27.18 | Q,               |
| 2    | 4    | Fu Yuanhui       | China          | 27.19 | Q                |
| 3    | 2    | Kathleen Baker   | Estados Unidos | 27.48 | Q,               |
| 4    | 3    | Holly Barratt    | Austrália      | 27.51 | Q                |
| 5    | 6    | Hannah Stevens   | Estados Unidos | 27.63 |                  |
| 6    | 1    | Kylie Masse      | Canadá         | 27.64 | Recorde nacional |
| 7    | 7    | Andrea Berrino   | Argentina      | 27.80 | Recorde nacional |
| 8    | 8    | Simona Baumrtová | Chéquia        | 28.03 |                  |

### Final
A final foi realizada em 27 de julho às 18h06. 
| Pos.              | Raia | Nadadora                | Nacionalidade  | Tempo | Notas              |
| ----------------- | ---- | ----------------------- | -------------- | ----- | ------------------ |
| Medalha de ouro   | 4    | Etiene Medeiros         | Brasil         | 27.14 | Recorde da América |
| Medalha de prata  | 5    | Fu Yuanhui              | China          | 27.15 |                    |
| Medalha de bronze | 1    | Aliaksandra Herasimenia | Bielorrússia   | 27.23 | Recorde europeu    |
| 4                 | 2    | Emily Seebohm           | Austrália      | 27.37 | Recorde da Oceania |
| 5                 | 3    | Kathleen Baker          | Estados Unidos | 27.50 |                    |
| 6                 | 8    | Wang Xueer              | China          | 27.55 |                    |
| 7                 | 7    | Holly Barratt           | Austrália      | 27.60 |                    |
| 8                 | 6    | Georgia Davies          | Reino Unido    | 27.61 |                    |

Legenda
| Recorde mundial       | Recorde mundial (World record)               |                       | Recorde africano                      | Recorde africano (African) |                                           | Q | Classificado por posição (Qualified) |
| Recorde do campeonato | Recorde do campeonato (Championship record)  | Recorde da América    | Recorde da América (Americas)         | q                          | Classificado por melhor tempo (Qualified) |   |                                      |
| Melhor marca do ano   | Melhor marca do ano (World leading)          | Recorde asiático      | Recorde asiático (Asian)              | DNS                        | Não largou (Did not start)                |   |                                      |
| Recorde nacional      | Recorde nacional (National record)           | Recorde europeu       | Recorde europeu (European)            | DNF                        | Não terminou (Did not finish)             |   |                                      |
| Recorde pessoal       | Recorde pessoal do atleta (Personal best)    | Recorde da Oceania    | Recorde da Oceania (Oceania)          | DSQ / DQ                   | Desclassificado (Disqualified)            |   |                                      |
| Recorde da temporada  | Recorde da temporada do atleta (Season best) | Recorde sul-americano | Recorde sul-americano (South America) | NM                         | Sem marca (No mark)                       |   |                                      |